# 메이레키 대화재

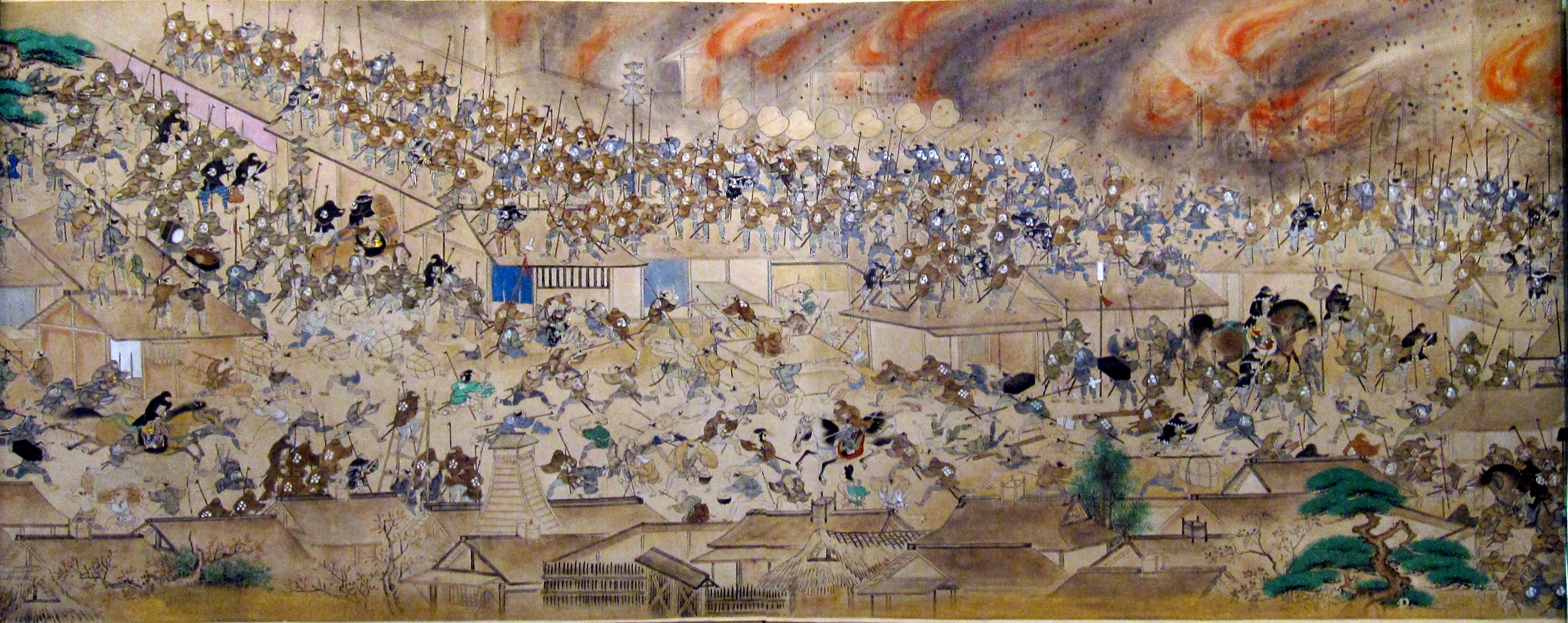
메이레키 대화재를 묘사한 그림

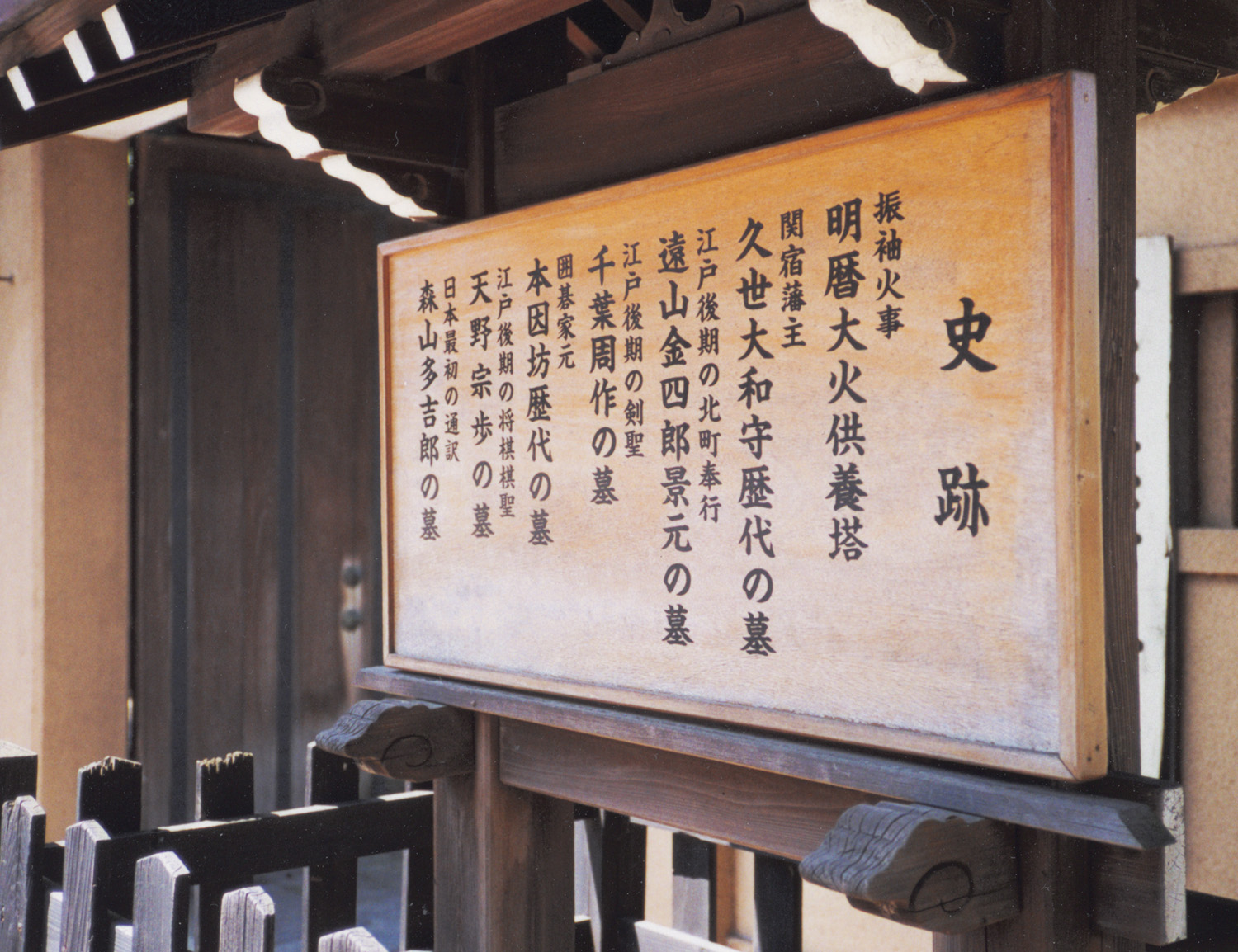
메이레키 대화재 희생자 추모비

메이레키 대화재(일본어: 明暦の大火 메이레키노타이카[*])는 1657년 3월 2일(메이레키 3년 음력 1월 18일)에서 3월 4일(음력 1월 20일)까지 일본 에도(지금의 도쿄도)에서 일어난 화재이다. 후리소데 화재(振袖火事), 마루야마 화재(丸山火事)라고도 불린다. 이 화재로 인해 에도의 60 ~ 70%가 불에 탔으며 사망자는 100,000여명에 달했다. 또한 에도 성의 천수각을 비롯한 여러 건축물들이 소실되었고 에도 시가지가 파괴되었을 정도로 큰 피해를 입었다.
화재의 원인에 대해서는 여러 가지 설이 전하고 있는데 혼묘지에서 소녀의 후리소데를 불에 태우던 도중에 벌어진 화재에서 시작되었다는 설, 혼묘지에서 일어난 화재가 다른 곳으로 확산되었다는 설, 에도의 개발 계획을 수립하고 있던 에도 막부가 고의적으로 방화를 했다는 설이 전한다.

## 전설
옛날 에도에서는 17세 소녀인 우메노(梅乃)가 살고 있었다. 부유한 전당포 가문의 외동딸이었던 우메노는 에도에서 열린 마츠리에 나서던 도중에 잘 생긴 소년의 모습에 반하게 된다. 소년의 모습을 다시 보고 싶었던 우메노는 부모에게 시집을 가고 싶다고 말했지만 부모의 반대로 인해 좌절했고 음력 1월 18일에 상사병으로 인해 사망하고 만다.
우메노의 부모는 딸의 결혼에 반대한 것을 크게 후회하면서 슬픔에 빠지게 된다. 며칠 뒤 에도의 큰 사찰인 혼묘지(本妙寺)에서는 우메노의 장례식이 열렸다. 일본의 장례식에서는 죽은 사람이 생전에 아끼던 옷을 관에 덮어주는 풍습이 있었다. 우메노의 어머니는 우메노가 마츠리에 나서던 도중에 입었던 붉은색 후리소데를 덮어주었다.
어느 날 혼묘지에서 일하던 일꾼들이 우메노의 후리소데를 몰래 빼돌려서 시장에 팔았다. 하지만 3년 사이에 우메노가 입었던 후리소데를 입은 3명의 소녀들이 매년 음력 1월 18일에 원인을 알 수 없는 질병으로 인해 사망하고 만다. 혼묘지에서 열린 소녀들의 장례식에서 돌아온 우메노의 후리소데를 알고 있던 일꾼들은 죄책감과 불길함에 시달리면서 이 사실을 스님에게 고백하게 된다. 스님은 우메노의 부모에게 우메노의 한과 저주가 서린 후리소데를 불에 태워 없애기로 결정했다.
혼묘지의 스님은 뜰에 불을 피우는 동안에 불경을 외우면서 우메노의 후리소데를 불에 던져버린다. 그런데 불에 타고 있던 우메노의 후리소데가 예상치 못한 돌풍에 날아가면서 혼묘지의 본당의 지붕에 날아앉았다. 우메노의 후리소데에서 시작된 불은 혼묘지의 본당과 사찰 전체를 불태웠다. 당시 에도는 음력 11월부터 3개월 동안 비가 내리지 않아 건조한 상태였고 강한 북풍이 불면서 불은 삽시간에 에도 전체로 확산되었다.

## 같이 보기
- 에도의 화재